# Osnabrücki Szent Adolf
Osnabrücki Szent Adolf (Tecklenburg, 1185 körül – Osnabrück, 1224. június 30.) szentként tisztelt középkori német püspök.
Előkelő nemzetség sarjaként született a Német-római Birodalom területén. Felnőve kölni kanonok, majd Osnabrück püspöke lett. Püspöki kormányzása alatt egyházmegyéje virágzott, őt magát pedig különösen a szegénysorsúak iránti részvétéért és adakozásaiért tisztelték. 1224-ben hunyt el, a római katolikus egyház a szentek között tiszteli.